# Heorhij Zantaraja
Heorhij Małchazowycz Zantaraja (ukr. Георгій Малхазович Зантарая; ur. 21 października 1987 r. w Gali) – ukraiński judoka pochodzenia gruzińskiego, mistrz świata, czterokrotny mistrz Europy, złoty medalista igrzysk europejskich.

## Igrzyska olimpijskie
| Runda    | Przeciwnik | Wynik       | Osiągnięcie |
| -------- | ---------- | ----------- | ----------- |
| 1. runda | Wolny los  | Wolny los   | 2. runda    |
| 2. runda | Elio Verde | W 0000–0001 | 2. runda    |

| Runda    | Przeciwnik     | Wynik     | Osiągnięcie |
| -------- | -------------- | --------- | ----------- |
| 1. runda | Wolny los      | Wolny los | 2. runda    |
| 2. runda | Sergiu Oleinic | P 000–001 | 2. runda    |